# Draga, Loški potok
Draga este o localitate din comuna Loški potok, Slovenia, cu o populație de 99 de locuitori.